# Shimofurigrondel
De shimofurigrondel (Tridentiger bifasciatus) is een  straalvinnige vissensoort uit de familie van grondels (Gobiidae). De wetenschappelijke naam van de soort is voor het eerst geldig gepubliceerd in 1881 door Steindachner.

## Uiterlijke kenmerken
De soort wordt maximaal 12 cm lang. De vis is te herkennen aan een gele tot oranje rand op de tweede rugvin en anaalvin, een donkere band met witte stippen op de flanken en een marmertekening op de kaken, die aan de onderkant witte stippen hebben.

## Voorkomen
Van nature komt de soort voor in Japan, China en Zuid-Korea.
De soort staat op de Rode Lijst van de IUCN als niet bedreigd, beoordelingsjaar 2007. De omvang van de populatie is volgens de IUCN stabiel.
In 2022 werden twee individuen van de soort gevangen in het Kanaal Gent-Terneuzen in Gent, een eerste waarneming in België en bij uitbreiding Europa. Het Instituut voor Natuur- en Bosonderzoek vermoedt dat de soort met ballastwater van schepen in het kanaal is geraakt.